# Campionati del mondo di mountain bike marathon 2011
I Campionati del mondo di mountain bike marathon 2011 (en. 2011 UCI Mountain Bike Marathon World Championships), nona edizione della competizione, furono disputati a Montebelluna, in Italia, il 26 giugno 2011.
La prova maschile prevedeva un percorso di 115,7 km, mentre quella femminile di 98,3 km.

## Medagliere
Medagliere finale
| Pos.   | Nazione   | Oro | Argento | Bronzo | Totale |
| ------ | --------- | --- | ------- | ------ | ------ |
| 1      | Svizzera  | 1   | 0       | 1      | 2      |
| 2      | Danimarca | 1   | 0       | 0      | 1      |
| 3      | Rep. Ceca | 0   | 1       | 0      | 1      |
| 3      | Germania  | 0   | 1       | 0      | 1      |
| 5      | Italia    | 0   | 0       | 1      | 1      |
| Totale | Totale    | 2   | 2       | 2      | 6      |

## Sommario degli eventi
| Eventi          | Oro                       | Tempo      | Argento                    | Tempo    | Bronzo                 | Tempo    |
| Uomini dettagli | Christoph Sauser Svizzera | 4h 24' 48" | Jaroslav Kulhavý Rep. Ceca | a 3' 10" | Mirko Celestino Italia | a 5' 42" |
| Donne dettagli  | Annika Langvad Danimarca  | 4h 20' 32" | Sabine Spitz Germania      | a 1' 55" | Esther Süss Svizzera   | a 3' 22" |